# Santa Maria de la Victòria de Perpinyà
Santa Maria de la Victòria de Perpinyà és la capella del Convent dels Mínims de la ciutat de Perpinyà, a la comarca del Rosselló, de la Catalunya del Nord.
És en el barri de Sant Jaume, a llevant de Sant Domènec i a ponent d'on hi hagué el convent dels carmelites descalços i la seva església de Sant Josep del Puig, de la qual només es conserva el campanar.
El Mínims van ser fundats per sant Francesc de Paula i es van instal·lar a Perpinyà el 1570, damunt una part de l'antic call jueu. El 1789, a ran de la Revolució Francesa, en van ser expulsats i el convent es va convertir en la gran caserna d'Intendència de l'exèrcit a Perpinyà. Rebé el nom de Munitionaire. El 1980 va ser comprat per la ciutat de Perpinyà, que hi ha situat el Taller d'urbanisme i unes sales per a exposicions fotogràfiques i celebració de conferències i col·loquis.